# Стратанвил (Пенсилванија)
Стратанвил (енгл. Strattanville) град је у америчкој савезној држави Пенсилванија.

## Демографија
По попису из 2010. године број становника је 550, што је 8 (1,5%) становника више него 2000. године.
| Група             | 2000.       | 2010.       |
| Белци             | 530 (97,8%) | 524 (95,3%) |
| Афроамериканци    | 5 (0,9%)    | 6 (1,1%)    |
| Азијати           | 2 (0,4%)    | 2 (0,4%)    |
| Хиспаноамериканци | 0 (0,0%)    | 12 (2,2%)   |
| Укупно            | 542         | 550         |